# Ruderverein Włocławek
Der Ruderverein Włocławek (polnisch Włocławskie Towarzystwo Wioślarskie) ist ein Rudersportverein, der 1886 in Włocławek gegründet wurde. Er ist Gründungsmitglied des Polnischen Verbandes der Rudervereine (polnisch Polski Związek Towarzystw Wioślarskich). In den Jahren 1921–1939 firmierte er unter dem Namen „Ruderverein in Włocławek“ und in den Jahren 1945–1949 als „Ruderverein“.

## Geschichte
Der Verein wurde auf Initiative der polnischen Akademie gegründet. Neben der Förderung des Sports setzte es sich der Verein zum Ziel, den Patriotismus im besetzten Polen zu fördern. Im Gebäude des Vereins wurde ein Lesesaal eingerichtet und der Männerchor „Echo Wioślarskie“ gab hier Konzerte. 1903 wurde ein Vortrag von Henryk Sienkiewicz organisiert, der als Ehrenmitglied des Vereins nach Włocławek kam.
1887 organisierten die Ruderer aus Włocławek die erste lokale Regatta auf der Weichsel. Vierzehn Jahre später vollbrachten sie eine bemerkenswerte Leistung: Sie segelten entlang der Weichsel stromaufwärts bis nach Płock.
Das Vereinsgebäude wurde erst 1928 in der Piwna-Straße 3, an der Mündung des Zgłowiączka in die Weichsel, gebaut.
Während des Ersten Weltkriegs war der Verein Mitbegründer der örtlichen Zivilgarde und gründete eine Grundschule. Viele Ruderer schlossen sich der Polnischen Militärorganisation (polnisch Polska Organizacja Wojskowa) an.

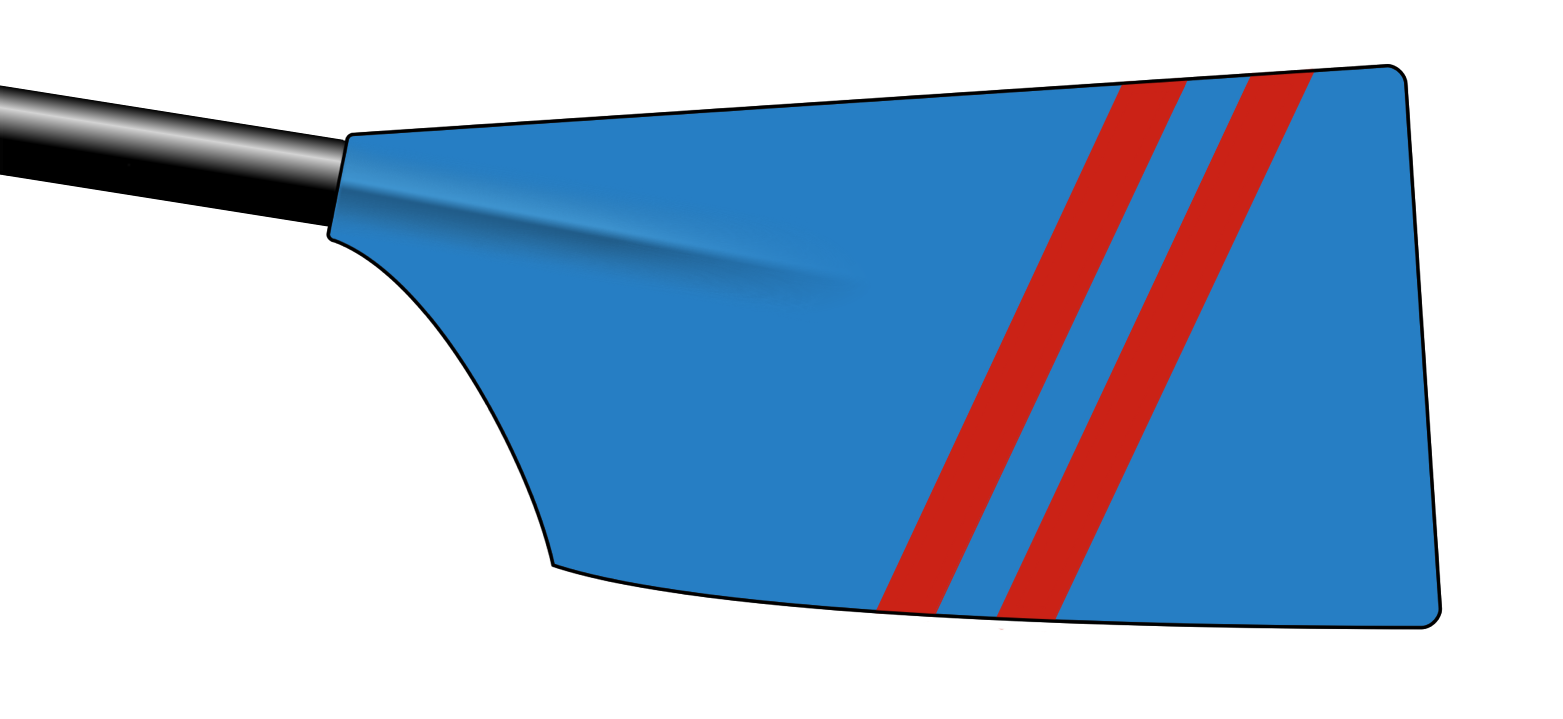
Ruderblatt

In der Zwischenkriegszeit wurde der Verein um eine Frauenabteilung erweitert, als der 1919 gegründete Frauenruderverein im Verein aufging. Ab 1921 war Jerzy Zygmunt Bojańczyk, eine um die Stadt und das lokale Rudern verdiente Person, jahrelang der Präsident des Rudervereins in Włocławek. Bojańczyk selbst sponserte den Bau des großen Hauptsitzes des Vereins. Seine Kompetenz wurde hoch geschätzt und ermöglichte es ihm, den Vorsitz der Jury bei den Olympischen Spielen in Amsterdam (1928) und Berlin (1936) zu übernehmen.
1929 gewannen Wiktor Szelągowski, Henryk Grabowski und Tadeusz Gaworski die ersten Goldmedaillen für den Verein bei den polnischen Meisterschaften, im selben Jahr auch die Bronzemedaille bei den Europameisterschaften. Ein Jahr später errangen die Ruderer den ersten Platz bei der Internationalen Regatta in Antwerpen. In der Zwischenkriegszeit gehörte der Verein zehnmal zu den zehn besten Vereinen Polens.
Nach dem Zweiten Weltkrieg wurde der  Ruderverein sofort reaktiviert, war erneut erfolgreich und belegte den vierten Platz von 31 polnischen Vereinen.
Die kommunistischen Behörden in Volkspolen wollten die Unabhängigkeit des Rudervereins mit ihren intellektuellen und elitären Ursprüngen beenden, was schließlich zwei Jahre nach Bojańczyks Tod, als die Einrichtung in die Nationale Sportabteilung „Związkowiec“ aufgenommen wurde, 1949 geschah. Nach der Zentralisierung stieg das Rudern in Włocławek erst in den 1960er Jahren an, vor allem dank der Beteiligung von Trainer Tadeusz Gawrysiak. Seine Schüler (darunter Bogdan Piątek, Grzegorz Dudziński, Krzysztof Gabryelewicz, Marek Dudziński und Andrzej Peszyński) erhielten zahlreiche Medaillen bei nationalen Meisterschaften.
1987 wurde der Verein wieder unabhängig – er wurde als Ruderverein Włocławek reaktiviert.

## Änderungen im Finanzierungssystem

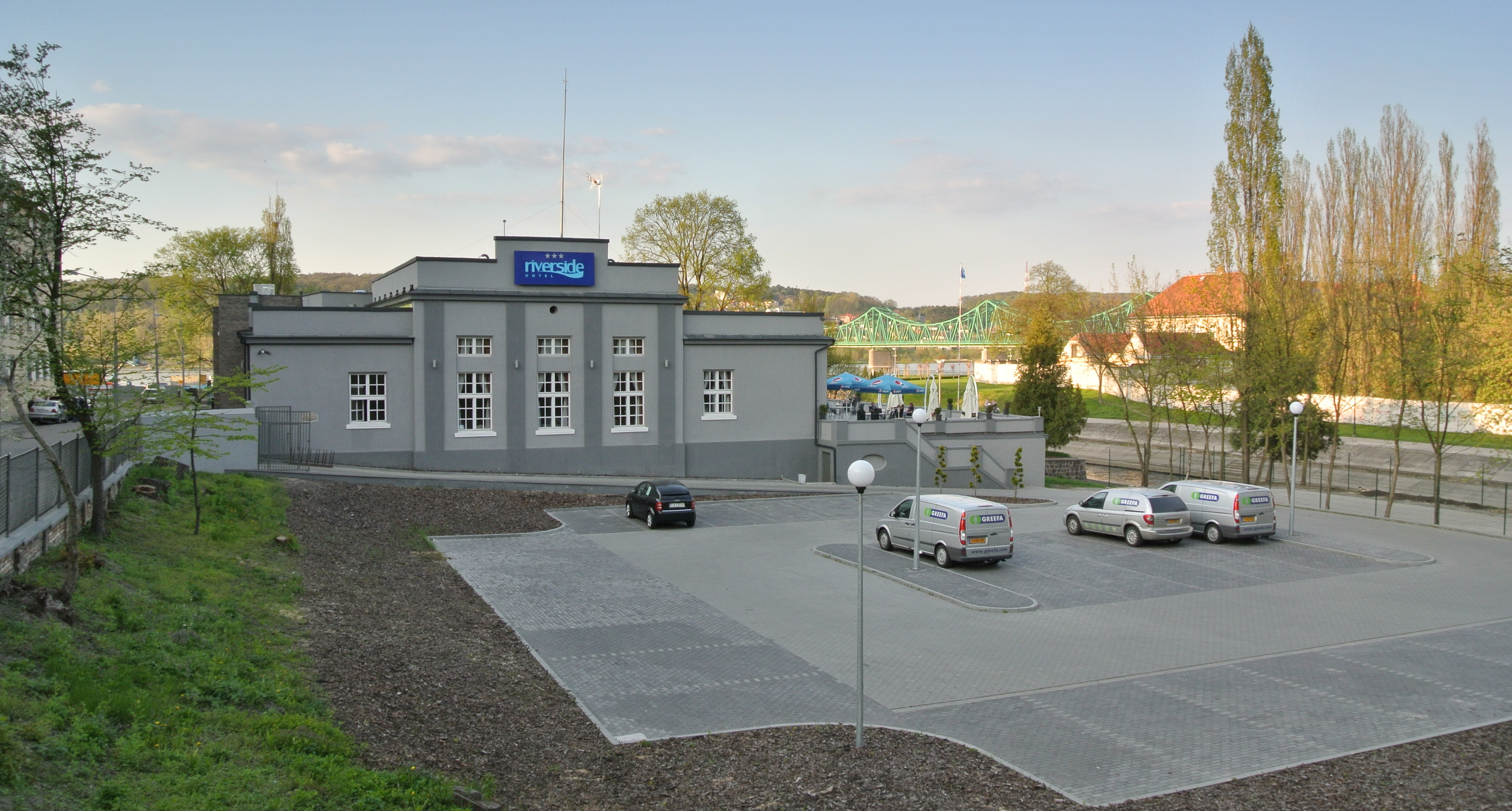
Ehemaliges repräsentatives Gebäude des Rudervereins Włocławek (verkauft)

In der Zwischenkriegszeit brachten Mitglieder des Vereins ihr Privateigentum ein, bauten ihn mit ihrem eigenen Geld und pflegten ihn durch Zahlung hoher Mitgliedsbeiträge und mithilfe großer Spenden von lokalen Unternehmern. Ende der 1930er Jahre schloss sich die Getreidekaffeefabrik von Ferdinand Bohm den Sponsoren an, dank dieser Zusammenarbeit begann auch die Arbeiter-Jugend im Verein zu trainieren. Heute funktioniert die Finanzierung des Rudervereins völlig anders. Ein großer Teil der repräsentativen historischen Gebäude wurde an die Kujawische Hochschule in Włocławek (polnisch Kujawska Szkoła Wyższa, Kürzel WSHE) verkauft, die Mitgliedsbeiträge der Ruderer beinhalten eine Gewinnspanne und die Trainer erhalten eine normale Vergütung für ihre Arbeit. Der Verein bleibt weitgehend aktiv, vor allem dank der Finanzierung durch die Stadtverwaltung. Die Stadt kümmerte sich auch um die Zukunft des Vereins: Neben den alten Gebäuden wurde ein neuer Yachthafen für die Ruderer gebaut.

## Gegenwart
Der Ruderverein Włocławek bildet Kinder und Jugendliche aus. Die Alumni sind im nationalen und internationalen Sport erfolgreich. Derzeit ist Fabian Barański der erfolgreichste Sportler des Vereins. 2019 gewann er zusammen mit Mirosław Ziętarski den Titel des Europameisters im Doppelzweier und den Titel des Vize-Weltmeisters im Doppelvierer (Szymon Pośnik, Dominik Czaja, Wiktor Chabel).
Sehr erfolgreich sind auch: Oliwia Muraska, Magdalena Szprengiel, Piotr Śliwiński, Weronika Klasińska, Wiktoria Klasińska und Julia Gęsicka.

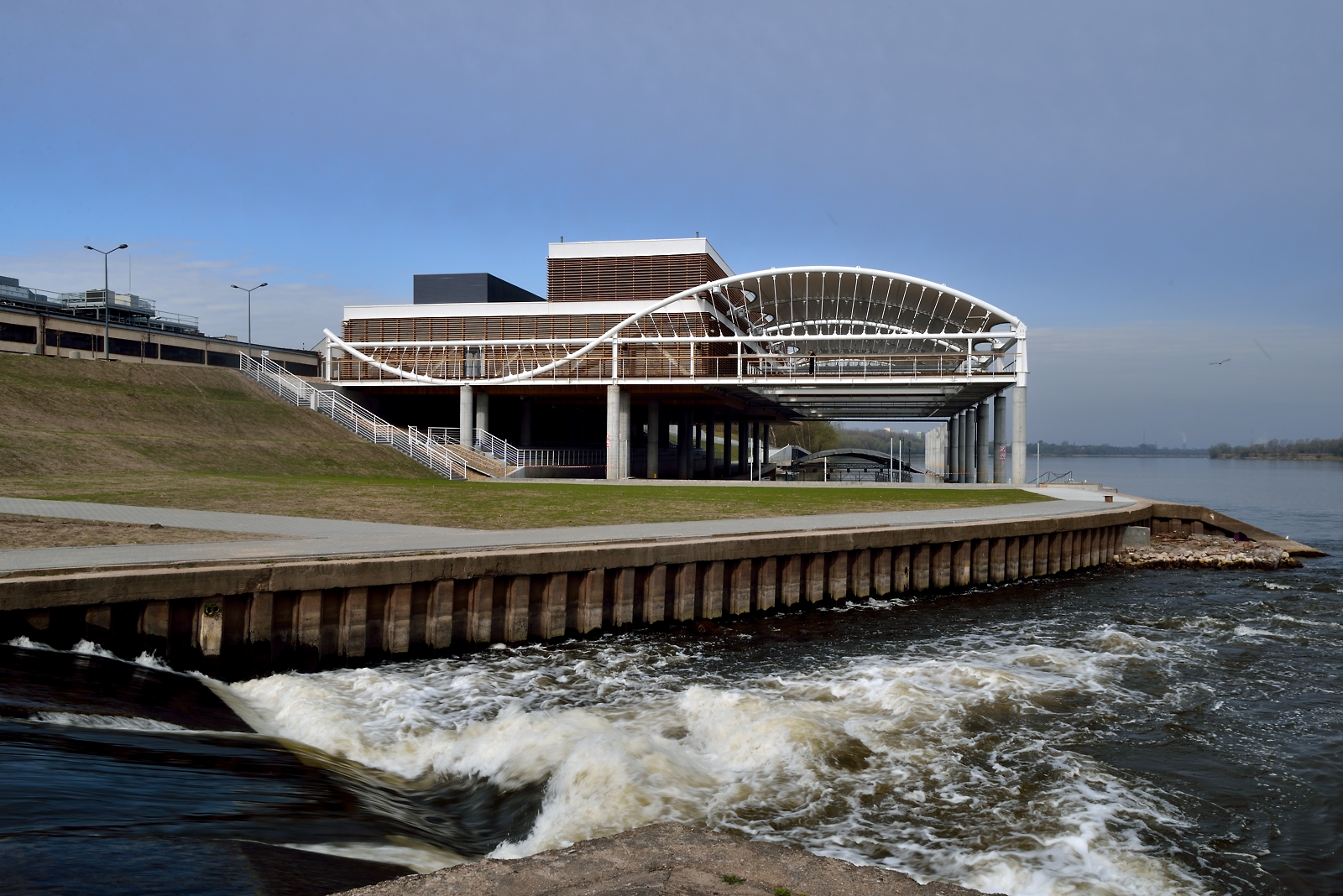
Stadthafen bei der Mündung des Zgłowiączka in die Weichsel

Anlässlich des 120-jährigen Jubiläums (2006) wurde dem Ruderverein Włocławek die Goldmedaille des Polnischen Olympischen Komitees verliehen.